# Trianon (Fráncfort del Meno)

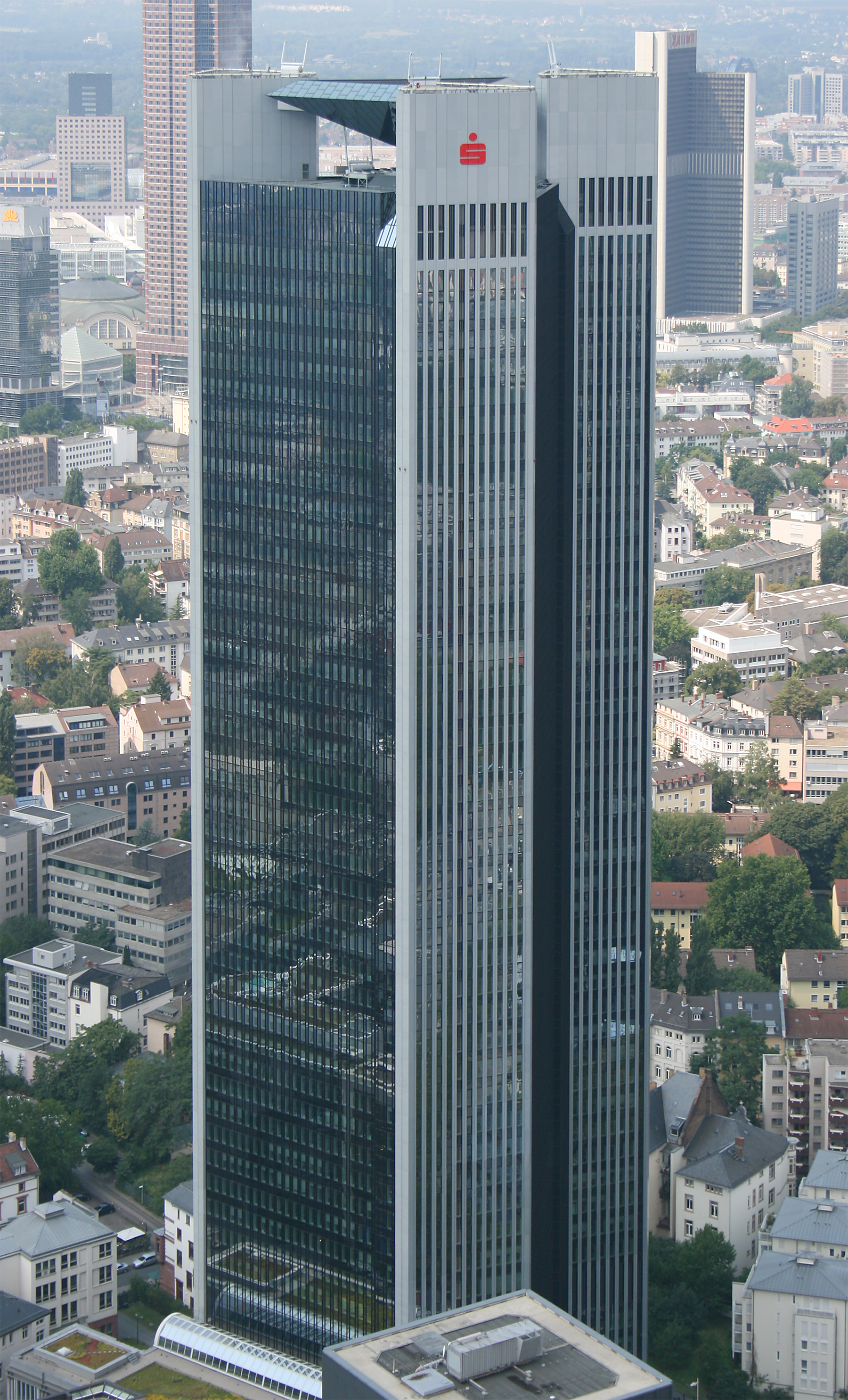
La Trianon

La Trianon es un rascacielos ubicado en la ciudad de Fráncfort, Alemania diseñada por Novotny Mähner Assoziierte, con una altura de 186 metros y 47 plantas. Su construcción finalizó en 1993.